# Atrocalopteryx atrata
Atrocalopteryx atrata (voorheen geplaatst in het geslacht Calopteryx) is een libellensoort uit de familie van de beekjuffers (Calopterygidae), onderorde juffers (Zygoptera).
De soort staat op de Rode Lijst van de IUCN als niet bedreigd na beoordeling in 2007. De trend van de omvang van de populatie is volgens de IUCN stabiel. De soort komt voor in Japan, Korea, China en de Russische kraj Primorje.
De wetenschappelijke naam van de soort is voor het eerst geldig gepubliceerd in 1853 door Selys.